# Телиця (річка)
Тели́ця (інша назва — Теличка) — річка в Україні, у межах Жовківського району Львівської області. Права притока Рати (басейн Західного Бугу). 

## Опис
Довжина річки 10 км, площа басейну 31,1 км². Долина переважно вузька. Річище слабозвивисте. Заплава часто одностороння. У селі Потеличі на річці є каскад ставів. 

## Розташування
Телиця бере початок біля села Гіркани, між пагорбами Розточчя. Тече спершу на північний захід, далі — переважно на північний схід (частково — на північ). Впадає до Рати на південь від села Борового. 